# Iván Barton
Iván Barton (ur. 27 stycznia 1991 w Santa Ana) – salwadorski sędzia piłkarski. Znajduje się na Międzynarodowej Liście Sędziowskiej FIFA od 2018 roku.
W 2022 został sędzią meczu na Mistrzostwach Świata w Piłce Nożnej.